# Кансух аль-Гаури
Аль-Малик аль-А́шраф Кансу́х аль-Гаури́ или Кансух II (араб. الأشرف قانصوه الغوري‎, 1441 — 24 августа 1516) — предпоследний мамлюкский султан Египта из черкесской династии Бурджитов (1501—1516).

## Биография
Первоначально он в качестве черкесского раба служил мамлюкскому султану Каит-бею (1468—1496), затем стал эмиром-десятником и командующим мамлюкскими гарнизонами в Тарсусе, Алеппо и Малатье. В дальнейшей получил чин эмира-тысячника, камергера и главного визиря.
В 1501 году после свержения и убийства султана Туман-бая I 60-летний главный визирь Кансух аль-Гаури был избран мамлюкскими эмирами новым султаном Египта. Вначале он отказался занимать султанский трон, но под давлением эмиров, обещавших ему верно служить, вынужден был согласиться.
Вначале своего правления Кансух аль-Гаури быстро подавил оппозицию и пополнил султанскую казну. Сторонники свергнутого султана Туман-бая I были удалены от двора, арестованы, казнены или отправлены в ссылку, а их имущество конфисковано в пользу государства.
Кансух аль-Гаури наложил на население налог в виде арендной платы за десять месяцев, обложив им не только население и лавки Каира, но также и бани, мельницы, лодки, евреев, христиан и дворцовых слуг. Он понижал содержание драгоценных металлов в чеканившихся монетах, результатом этого был существенный доход, с которого он, помимо оплаты своим сторонникам-мамлюкам, приобрел значительное число новых сторонников.
В 1503 году Кансух ал-Гаури построил новый ипподром, ставший одним из главных центров мамлюкской общины. Большие суммы денег были потрачены на укрепление крепостей в Александрии, Розетте и Алеппо, на улучшение дорог для паломничества в Мекку и на строительство зданий мечети и медресе в Каире. Также султан покровительствовал языку мамлюков, при нём на кыпчакский были переведены «Мукаддима» Абу Лайса Самарканди и легендарная поэма Фирдоуси «Шахнаме».
Новый султан продолжил формировать корпус вооруженных огнестрельным оружием солдат, который он рекрутировал из наёмников и местных жителей, в первую очередь из городских ремесленников, для чего закупал военное снаряжение в Европе. Он пытался также создать артиллерию и регулярно посещал учебные стрельбища.
Кансух аль-Гаури расходовал большие средства на создание военного флота для защиты средиземноморского побережья Египта и Сирии от пиратских набегов и для обороны Красного моря от вторжения португальцев. Португальские корабли пытались помешать плаванию мусульманских кораблей за пределами Красного моря, и побуждаемый венецианскими купцами Кансух аль-Гаури принял ответные меры. В 1505 году он направил флот под командованием Хусайна аль-Курди в Индию, а в 1508 году объединенный флот египтян и индийского княжества Гуджарат нанес поражение португальскому флоту. Но в 1509 году португальцы взяли реванш, разбив исламские корабли в месте Диу, около Бомбея, после чего остатки египетского флота вернулись в Египет. Угроза со стороны Португалии заставила турок-османов и мамлюков на время объединить свои силы. В 1515 году египетский султан организовал новую морскую экспедицию в Красное море. В ней принял участие отряд из 2 тысяч турецких моряков под командованием Селмана Реиса, который действовал вместе с Хусайном аль-Курди. Союзники дошли до Йемена, захватили Забид и не смогли взять Аден.

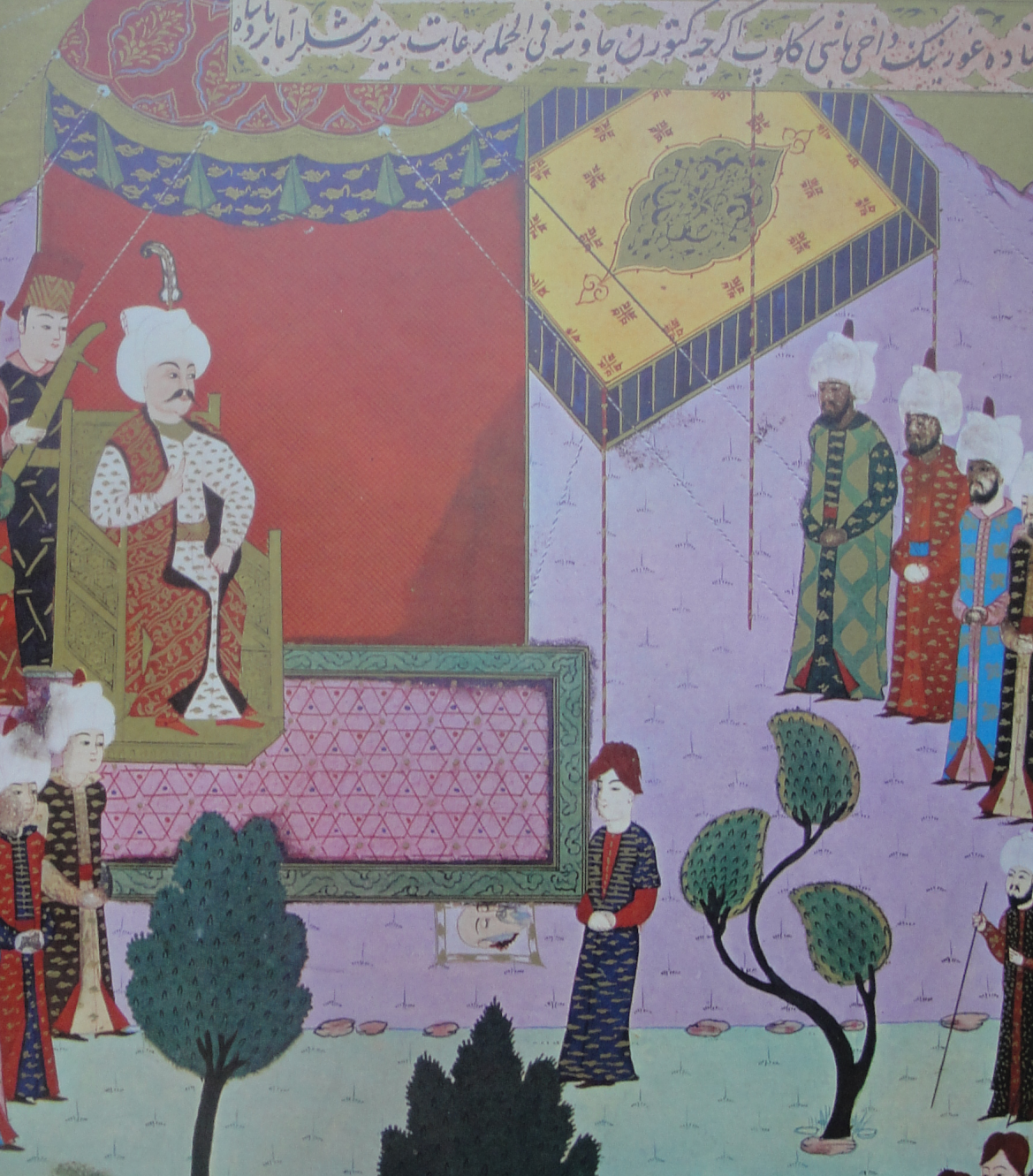
Голову Кансуха аль-Гаури доставляют Селиму I. «Хюнер-наме»

После вступления на турецкий престол Селима Явуза (1512—1520) отношения между Османской империей и мамлюками Египта резко обострились. В 1514 году Селим Явуз во главе большой армии выступил в поход против государства Сефевидов и нанес сокрушительное поражение шаху Исмаилу в битве при Чалдыране. Кансух аль-Гаури был крайне обеспокоен усилением турок-османов. Он отказался вступить в союз с османским султаном против Сефевидов и решил поддержать шаха Исмаила.
В 1516 году султан Кансух аль-Гаури прибыл из Египта в Алеппо (Сирия), где собрал большую (80 тыс. чел.), но находившуюся в весьма беспорядочном состоянии армию. Османский султан, планировавший новый поход против сефевидского шаха Исмаила, изменил свои планы и в августе 1516 года выступил в поход на мамлюкские владения в Сирии.
24 августа 1516 года к северу от Алеппо, при Мардж Дабике произошло сражение, сыгравшее решающую роль в судьбе мамлюкского государства. 65-тысячная османская армия разгромила 80-тысячное войско мамлюков. В начале битвы мамлюки даже имели некоторый успех, султан Кансух ал-Гаури во главе конницы прорвался к шатру султана Селима, но тот оказался пуст. Мамлюкская конница не смогла выдержать огня османских пушек и мушкетов. Сам султан Кансух аль-Гаури умер во время боя, по некоторым данным, он был отравлен. На сторону османов перешел наместник Алеппо Хайр-бей с отрядом мамлюков. Султан Селим Явуз вступил в Дамаск и через месяц овладел всей Сирией.